# 엘 노베노 만다미엘토
《엘 노베노 만다미엘토》(스페인어: El noveno mandamiento)은 2001년 방영된 멕시코의 텔레노벨라이다.